# The Ultra-Violence
The Ultra-Violence es el primer álbum de la banda de thrash metal, Death Angel lanzado en 1987. El álbum vendió 40.000 copias en tan sólo cuatro meses. El título podría hacer referencia a la película de Stanley Kubrick llamada  A Clockwork Orange.

## Lista de canciones
| N.º | Título                              | Duración |  |
| 1.  | «Thrashers»                         | 7:12     |  |
| 2.  | «Evil Priest»                       | 4:54     |  |
| 3.  | «Voracious Souls»                   | 5:39     |  |
| 4.  | «Kill as One»                       | 4:59     |  |
| 5.  | «The Ultra-Violence (instrumental)» | 10:33    |  |
| 6.  | «Mistress of Pain»                  | 4:04     |  |
| 7.  | «Final Death»                       | 6:03     |  |
| 8.  | «I.P.F.S.»                          | 1:56     |  |

- Mark Osegueda afirmó en una entrevista en 2003 que "IPFS" significaba "el síndrome de intenso sentimiento Puke", pero no está claro si lo dijo en serio[3]

## Créditos
- Mark Osegueda - Voces
- Rob Cavestany - Guitarra
- Gus Pepa - Guitarra
- Dennis Pepa - Bajo
- Andy Galeon - Batería
- Arnie Tan  - Percusión